# サブライムアンセム
サブライムアンセム（欧字名:Sublime Anthem、2019年1月26日 - ）は、日本の競走馬。2022年のフィリーズレビューの勝ち馬である。
馬名の意味は、崇高、荘厳な聖歌。

## 戦績

### 2歳（2021年）
2019年1月26日、ノーザンファームにて生まれる。父は2012年・2013年のスプリンターズステークス・香港スプリントを連覇、2013年の高松宮記念・安田記念を制し、2012年・2013年のJRA賞最優秀短距離馬および2013年のJRA賞年度代表馬を受賞したロードカナロア。母はラストランでユートピアステークスを勝ってオープン入りしたパストフォリア。母の父は2002年・2003年の天皇賞（秋）・有馬記念を連覇し、同年のJRA賞年度代表馬を連続で受賞したシンボリクリスエス。
2021年8月1日、新潟競馬場の2歳新馬（芝1600m）にて福永祐一鞍上でデビュー、1番人気に推されたものの4着に敗れる。その後は同鞍上で中京競馬場（芝1600m）、阪神競馬場（芝1400m）の未勝利戦に出走するも、それぞれ11着、2着に敗れた。その後は岩田望来に乗り替わり、再び阪神競馬場（芝1400m）、中京競馬場（芝1400m）の未勝利戦で連続で2着となる。

### 3歳（2022年）
2022年2月5日、中京競馬場（芝1600m）の3歳未勝利戦に出走し、ハギノモーリスによる不利を受けるも2位に入線、審議によってハギノモーリスが降着処分となり1着となる。
その後は桜花賞出走を目指してフィリーズレビューに池添謙一鞍上で出走。最終直線で後方から馬群の中を抜け出し、外から上がってきたナムラクレアをしのいで1着、優先出走権を獲得した。
クラシック初戦、桜花賞は岩田望来に騎乗が戻る。レースは中団につけたが、今一つ伸びきれず9着に敗れた。半年の休養を挟んで、10月29日に行われたスワンステークスでは道中後方待機策から直線で懸命に追い上げるも8着。暮れのターコイズステークスでは中団追走も直線で伸びを欠き6着に終わる。

### 4歳（2023年）～5歳（2024年）
4歳初戦となった2023年2月18日の京都牝馬ステークスでは終始後方のまま見せ場なく15着と大敗を喫したが、続く4月8日の阪神牝馬ステークスでは10番人気の低評価にもかかわらず道中好位のインで脚を溜め、直線でしぶとく脚を伸ばしてサウンドビバーチェの2着と好走する。しかし、その後は着外続きとなり、2024年11月24日の京阪杯で5着に敗れたのを最後に現役を引退。12月5日付けで競走馬登録を抹消され、ノーザンファームで繁殖牝馬となる。

## 競走成績
以下の内容は、JBISサーチおよびnetkeiba.comの情報に基づく。
| 競走日     | 競馬場 | 競走名            | 格   | 距離（馬場）  | 頭 数 | 枠 番 | 馬 番 | オッズ （人気） | 着順 | タイム （上がり3F） | 着差 | 騎手      | 斤量 [kg] | 1着馬（2着馬）     | 馬体重 [kg] |
| ---------- | ------ | ----------------- | ---- | ------------- | ----- | ----- | ----- | --------------- | ---- | ------------------- | ---- | --------- | --------- | ------------------ | ----------- |
| 2021.08.01 | 新潟   | 2歳新馬           |      | 芝1600m（良） | 17    | 5     | 10    | 002.50（1人）   | 04着 | R1:36.5（34.5）     | -1.1 | 0福永祐一 | 54        | ボンクラージュ     | 486         |
| 0000.09.26 | 中京   | 2歳未勝利         |      | 芝1600m（重） | 12    | 7     | 10    | 006.90（3人）   | 11着 | R1:37.6（36.6）     | -1.1 | 0福永祐一 | 54        | サウンドビバーチェ | 476         |
| 0000.11.27 | 阪神   | 2歳未勝利         |      | 芝1400m（良） | 18    | 8     | 16    | 007.80（4人）   | 02着 | R1:22.7（35.3）     | -0.0 | 0福永祐一 | 54        | スピリットワールド | 472         |
| 0000.12.11 | 阪神   | 2歳未勝利         |      | 芝1400m（良） | 16    | 1     | 1     | 003.50（1人）   | 02着 | R1:22.5（35.8）     | -0.6 | 0岩田望来 | 54        | マコトダイトウレン | 474         |
| 2022.01.15 | 中京   | 3歳未勝利         |      | 芝1400m（良） | 18    | 5     | 9     | 004.70（3人）   | 02着 | R1:21.6（35.5）     | -0.0 | 0岩田望来 | 54        | ショウナンハクラク | 476         |
| 0000.02.05 | 中京   | 3歳未勝利         |      | 芝1600m（良） | 13    | 2     | 2     | 002.30（1人）   | 01着 | R1:35.9（34.6）     | -0.1 | 0岩田望来 | 54        | （バンデルオーラ） | 478         |
| 0000.03.13 | 阪神   | フィリーズR       | GII  | 芝1400m（良） | 15    | 3     | 4     | 007.90（2人）   | 01着 | R1:19.9（34.2）     | -0.0 | 0池添謙一 | 54        | （ナムラクレア）   | 476         |
| 0000.04.10 | 阪神   | 桜花賞            | GI   | 芝1600m（良） | 18    | 4     | 7     | 032.5（11人）   | 09着 | R1:33.1（33.7）     | -0.2 | 0岩田望来 | 55        | スターズオンアース | 478         |
| 0000.10.29 | 阪神   | スワンS           | GII  | 芝1400m（良） | 18    | 6     | 12    | 008.90（5人）   | 08着 | R1:20.5（34.3）     | -0.7 | 0福永祐一 | 52        | ダイアトニック     | 488         |
| 0000.12.17 | 中山   | ターコイズS       | GIII | 芝1600m（良） | 16    | 2     | 4     | 011.50（5人）   | 06着 | 01:33.7（34.5）     | -0.2 | 0岩田望来 | 54        | ミスニューヨーク   | 486         |
| 2023.02.18 | 阪神   | 京都牝馬S         | GIII | 芝1400m（良） | 18    | 1     | 1     | 009.80（5人）   | 15着 | R1:21.5（34.2）     | -1.1 | 0岩田望来 | 57        | ララクリスティーヌ | 492         |
| 0000.04.08 | 阪神   | 阪神牝馬S         | GII  | 芝1600m（稍） | 12    | 1     | 1     | 043.0（10人）   | 02着 | R1:34.1（34.1）     | -0.2 | 0岩田望来 | 55        | サウンドビバーチェ | 492         |
| 0000.05.14 | 東京   | ヴィクトリアM     | GI   | 芝1600m（良） | 16    | 5     | 10    | 095.7（11人）   | 13着 | R1:33.0（33.3）     | -0.8 | 0三浦皇成 | 56        | ソングライン       | 490         |
| 0000.07.23 | 中京   | 中京記念          | GIII | 芝1600m（良） | 16    | 4     | 8     | 027.1（11人）   | 05着 | R1:33.7（35.3）     | -0.7 | 0三浦皇成 | 55        | セルバーグ         | 482         |
| 0000.10.01 | 阪神   | ポートアイランドS | L    | 芝1600m（稍） | 9     | 1     | 1     | 005.80（2人）   | 06着 | R1:33.9（33.8）     | -0.4 | 0三浦皇成 | 57        | ドーブネ           | 488         |
| 0000.10.28 | 京都   | スワンS           | GII  | 芝1400m（良） | 18    | 8     | 17    | 039.9（12人）   | 17着 | R1:21.0（34.9）     | -1.1 | 0池添謙一 | 55        | ウイングレイテスト | 488         |
| 2024.03.09 | 阪神   | コーラルS         | L    | ダ1400m（良） | 16    | 2     | 4     | 054.2（14人）   | 16着 | R1:26.6（39.6）     | -2.8 | 0田口貫太 | 55        | レディバグ         | 496         |
| 0000.04.06 | 阪神   | 阪神牝馬S         | GII  | 芝1600m（良） | 11    | 4     | 4     | 096.9（10人）   | 09着 | R1:33.8（34.3）     | -0.8 | 0北村友一 | 55        | マスクトディーヴァ | 492         |
| 0000.05.26 | 京都   | 安土城S           | L    | 芝1400m（良） | 18    | 1     | 2     | 024.20（9人）   | 08着 | R1:21.3（33.2）     | -0.3 | 0西塚洸二 | 54        | エイシンスポッター | 498         |
| 0000.06.23 | 函館   | 大沼S             | L    | ダ1700m（良） | 14    | 7     | 12    | 087.9（14人）   | 14着 | R1:50.2（42.7）     | -5.9 | 0北村友一 | 57        | サヴァ             | 500         |
| 0000.08.11 | 札幌   | UHB賞             | OP   | 芝1200m（良） | 16    | 8     | 16    | 046.2（13人）   | 10着 | R1:08.4（34.6）     | -0.4 | 0亀田温心 | 57        | プルパレイ         | 486         |
| 0000.11.03 | 福島   | みちのくS         | OP   | 芝1200m（稍） | 16    | 1     | 2     | 008.00（4人）   | 05着 | R1:11.1（35.3）     | -0.4 | 0西塚洸二 | 57        | エターナルタイム   | 494         |
| 0000.11.24 | 京都   | 京阪杯            | GIII | 芝1200m（良） | 18    | 4     | 8     | 057.8（12人）   | 05着 | R1:08.2（33.3）     | -0.5 | 0西塚洸二 | 55        | ビッグシーザー     | 496         |

## 血統表
| サブライムアンセムの血統    | サブライムアンセムの血統                   | サブライムアンセムの血統                   | （血統表の出典）                           | （血統表の出典） |
| 父系                        | キングマンボ系（ミスタープロスペクター系） | キングマンボ系（ミスタープロスペクター系） | キングマンボ系（ミスタープロスペクター系） | [ § 2 ]          |
| 父 ロードカナロア 2008 鹿毛 | 父の父キングカメハメハ 2001 鹿毛           | Kingmambo                                  | Mr. Prospector                             | Mr. Prospector   |
| 父 ロードカナロア 2008 鹿毛 | 父の父キングカメハメハ 2001 鹿毛           | Kingmambo                                  | Miesque                                    |                  |
| 父 ロードカナロア 2008 鹿毛 | 父の父キングカメハメハ 2001 鹿毛           | マンファス                                 | ラストタイクーン                           | ラストタイクーン |
| 父 ロードカナロア 2008 鹿毛 | 父の父キングカメハメハ 2001 鹿毛           | マンファス                                 | Pilot Bird                                 |                  |
| 父 ロードカナロア 2008 鹿毛 | 父の母レディブラッサム 1996 鹿毛           | Storm Cat                                  | Storm Bird                                 | Storm Bird       |
| 父 ロードカナロア 2008 鹿毛 | 父の母レディブラッサム 1996 鹿毛           | Storm Cat                                  | Terlingua                                  |                  |
| 父 ロードカナロア 2008 鹿毛 | 父の母レディブラッサム 1996 鹿毛           | *サラトガデュー                            | Cormorant                                  | Cormorant        |
| 父 ロードカナロア 2008 鹿毛 | 父の母レディブラッサム 1996 鹿毛           | *サラトガデュー                            | Super Luna                                 |                  |
| 母 パストフォリア 2009 鹿毛 | 母の父シンボリクリスエス 1999 黒鹿毛       | Kris S.                                    | Roberto                                    | Roberto          |
| 母 パストフォリア 2009 鹿毛 | 母の父シンボリクリスエス 1999 黒鹿毛       | Kris S.                                    | Sharp Queen                                |                  |
| 母 パストフォリア 2009 鹿毛 | 母の父シンボリクリスエス 1999 黒鹿毛       | Tee Kay                                    | Gold Meridian                              | Gold Meridian    |
| 母 パストフォリア 2009 鹿毛 | 母の父シンボリクリスエス 1999 黒鹿毛       | Tee Kay                                    | Tri Argo                                   |                  |
| 母 パストフォリア 2009 鹿毛 | 母の母ハッピーパス 1998 鹿毛               | *サンデーサイレンス                        | Halo                                       | Halo             |
| 母 パストフォリア 2009 鹿毛 | 母の母ハッピーパス 1998 鹿毛               | *サンデーサイレンス                        | Wishing Well                               |                  |
| 母 パストフォリア 2009 鹿毛 | 母の母ハッピーパス 1998 鹿毛               | *ハッピートレイルズ                        | *ポッセ                                    | *ポッセ          |
| 母 パストフォリア 2009 鹿毛 | 母の母ハッピーパス 1998 鹿毛               | *ハッピートレイルズ                        | *ロイコン                                  |                  |
| 母系(F-No.)                 | ハッピートレイルズ(IRE)系(FN:4-d)          | ハッピートレイルズ(IRE)系(FN:4-d)          | ハッピートレイルズ(IRE)系(FN:4-d)          | [ § 3 ]          |
| 5代内の近親交配             | Hail to Reason M5×M5 = 6.25%               | Hail to Reason M5×M5 = 6.25%               | Hail to Reason M5×M5 = 6.25%               | [ § 4 ]          |
| 出典                        | 1. 2. 3. 4.                                | 1. 2. 3. 4.                                | 1. 2. 3. 4.                                | 1. 2. 3. 4.      |

- 祖母ハッピーパスは京都牝馬ステークス優勝馬。
- 叔父に札幌2歳ステークス、東京スポーツ杯2歳ステークス勝ち馬のコディーノ。
- 叔母にフローラステークス勝ち馬のチェッキーノ。
- 三代母*ハッピートレイルズの産駒にマイルCS勝ちの*シンコウラブリイ